# Чії Лінь Леун
Чії Лінь Леун (11 лютого 1991) — малайзійська плавчиня.
Учасниця Олімпійських Ігор 2008 року.
Призерка Ігор Південно-Східної Азії 2007, 2009 років.